# Eddelak
Eddelak est une commune allemande du Schleswig-Holstein, située dans l'arrondissement de Dithmarse (Kreis Dithmarschen), à six kilomètres au nord de la ville de Brunsbüttel. Eddelak est l'une des 14 communes de l'Amt Burg-St. Michaelisdonn dont le siège est à Burg (Dithmarschen).